# Élections à l'Assemblée de Madrid
Les élections à l'Assemblée de Madrid (en espagnol : elecciones a la Asamblea de Madrid) se tiennent tous les quatre ans, afin d'élire les députés à l'Assemblée de Madrid. Celle-ci se compose, actuellement, de 135 députés.

## Résumé
| Année   | Participation | Hémicycle                              | Parti en tête | Parti en tête    | Score   | Sièges   | Président | Président                                   | Président |
| ------- | ------------- | -------------------------------------- | ------------- | ---------------- | ------- | -------- | --------- | ------------------------------------------- | --------- |
| 1983    | 69,70 %       |                                        |               | Parti socialiste | 50,78 % | 51 / 94  |           | Joaquín Leguina                             | PSOE      |
| 1987    | 69,51 %       |                                        |               | Parti socialiste | 39,13 % | 40 / 96  |           | Joaquín Leguina                             | PSOE      |
| 1991    | 58,67 %       |                                        |               | Parti populaire  | 43,23 % | 47 / 101 |           | Joaquín Leguina                             | PSOE      |
| 1995    | 70,39 %       |                                        |               | Parti populaire  | 51,67 % | 54 / 103 |           | Alberto Ruiz-Gallardón                      | PP        |
| 1999    | 60,88 %       |                                        |               | Parti populaire  | 52,17 % | 55 / 102 |           | Alberto Ruiz-Gallardón                      | PP        |
| 05/2003 | 69,27 %       |                                        |               | Parti populaire  | 46,67 % | 55 / 111 |           | Alberto Ruiz-Gallardón (affaires courantes) | PP        |
| 10/2003 | 62,58 %       |                                        |               | Parti populaire  | 48,48 % | 57 / 111 |           | Esperanza Aguirre                           | PP        |
| 2007    | 67,31 %       |                                        |               | Parti populaire  | 53,29 % | 67 / 120 |           | Esperanza Aguirre                           | PP        |
| 2011    | 65,86 %       |                                        |               | Parti populaire  | 51,73 % | 72 / 129 |           | Esperanza Aguirre                           | PP        |
| 2011    | 65,86 %       | Ignacio González (2012)                |               | Parti populaire  | 51,73 % | 72 / 129 |           |                                             | PP        |
| 2015    | 65,69 %       |                                        |               | Parti populaire  | 33,08 % | 48 / 129 |           | Cristina Cifuentes                          | PP        |
| 2015    | 65,69 %       | Ángel Garrido (2018)                   |               | Parti populaire  | 33,08 % | 48 / 129 |           |                                             | PP        |
| 2015    | 65,69 %       | Pedro Rollán Ojeda (2019, par intérim) |               | Parti populaire  | 33,08 % | 48 / 129 |           |                                             | PP        |
| 2019    | 64,27 %       |                                        |               | Parti socialiste | 27,31 % | 37 / 132 |           | Isabel Díaz Ayuso                           | PP        |
| 2021    | 71,74 %       |                                        |               | Parti populaire  | 44,76 % | 65 / 136 |           | Isabel Díaz Ayuso                           | PP        |
| 2023    | 65,50 %       |                                        |               | Parti populaire  | 47,32 % | 70 / 135 |           | Isabel Díaz Ayuso                           | PP        |